# Darjeelingspecht
De darjeelingspecht (Dendrocopos darjellensis) is een vogel uit de familie Picidae (Spechten).

## Verspreiding en leefgebied
Deze soort komt voor van het westelijke deel van Centraal-Nepal tot noordelijk Vietnam en het zuidelijke deel van Centraal-China en telt twee ondersoorten:
- D. d. darjellensis: van Nepal en noordoostelijk India tot zuidelijk China en noordwestelijk Vietnam.
- D. d. desmursi: centraal China.